# Giovanni Antonio Delfini
Giovanni Antonio Delfini (Pomponesco, 25 febbraio 1506 – Bologna, 5 settembre 1561) è stato un francescano e teologo italiano.

## Biografia
Nato a Pomponesco, ma detto di Casalmaggiore, entrò in giovane età nell'Ordine dei frati minori conventuali di San Francesco. Dal 1553 fino al 1558-59 fu lettore di metafisica presso l'Università di Bologna. Dopo aver rivestito la carica di ministro della provincia di Bologna, Pio IV lo elesse, il 18 agosto 1559, vicario generale del suo Ordine.
Scrittore e teologo, fu nella delegazione di teologi del suo ordine al Concilio di Trento. Tra i confutatori di Lutero, pubblicò tra il 1551 e il 1552 due miscellanee in chiave tridentina che costituirono il punto d'arrivo dottrinale del filone anti-luterano.
Morì, a causa di una febbre violenta, nel settembre 1561.

## Opere
(elenco parziale)

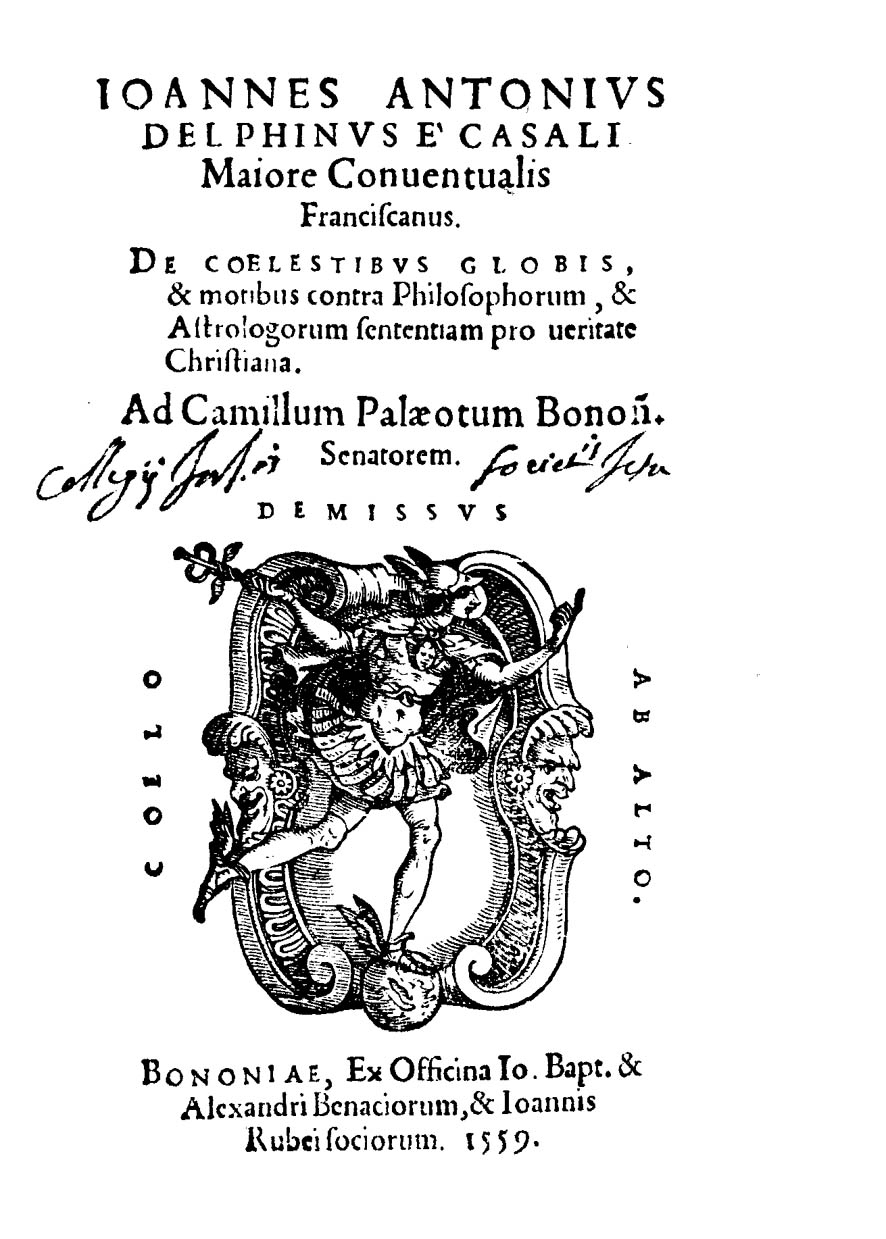
De coelestibus globis, et motibus contra philosophorum, et astrologorum sententiam pro veritate Christiana, 1559

- De Potestate ecclesiastica, Venezia, 1549.
- De causis et significationibus ignearum flammarum, putoris, et sonitus, quae nunc efficiuntur, & apparent Cremonae, Bologna, 1551.
- De Ecclesia inter pp. Orthodoxa, atque Protestantes haereticos, libri tres, Venezia, 1552.
- De matrimonio, et caelibatu contra horum temporum impios, & hæreticos homines, Camerini, 1553.
- (LA) De coelestibus globis, et motibus contra philosophorum, et astrologorum sententiam pro veritate Christiana, Bologna, Giovanni Battista Benacci & Alessandro Benacci & Giovanni Rossi, 1559.
- De tractandis in Concilio oecumenico, et qualiter, & in quem finem Patres ea disserere conueniat, Bologna, 1561.
- Commentarii in Euangelium Ioannis, et in epistolam Pauli ad Hebraeos, magistri Antonii Delphini e Casali Maiore, Conuent. Franciscani, Roma, 1587.
- De nobilitate, Perugia, 1590.